# جرج انگلند
جرج انگلند (انگلیسی: George Englund؛ ‏ ۲۲ ژوئن ۱۹۲۶ – ۱۴ سپتامبر ۲۰۱۷) یک تدوین‌گر، کارگردان فیلم و فیلم‌نامه‌نویس اهل ایالات متحده آمریکا بود. مادر وی یهودی بود. او خواهرزادۀ جک آلبرتسون و از دوستان صمیمی مارلون براندو بود.
از فیلم‌هایی که وی در آنها نقش داشته‌است، می‌توان به کفش‌های ماهیگیر و آمریکایی زشت اشاره کرد.